# 수잔나 손
수잔나 손(Suzanna Son, 1995년 10월 31일 ~ )은 미국의 배우, 모델, 음악가이다. 2021년, 숀 베이커 감독의 영화 《레드 로켓》을 통해 데뷔했다.

## 출연 작품

### 영화
- 레드 로켓 (2021) - 스트로베리 / 레일리 역
- 피어 스트리트: 프롬 퀸 (2025)

### 텔레비전
- 디 아이돌 (2023) - 클로이 역